# Drinkee
Drinkee è il singolo di debutto del duo musicale statunitense Sofi Tukker, pubblicato indipendentemente il 2 ottobre 2015 e ripubblicato il 22 aprile 2016 dalla Ultra Music. È il primo estratto dall'EP d'esordio Soft Animals.

## Descrizione
Il brano, scritto dal duo in collaborazione con Ricardo de Carvalho Duarte, è ispirato alla poesia Relógio del poeta brasiliano Chacal ed è cantato in lingua portoghese. La canzone è stata nominata per un Grammy Award alla miglior registrazione dance durante la 59ª edizione nel 2017.

## Video musicale
Il video musicale del brano, diretto da Sam Mason e Matt Daniels, è stato pubblicato su YouTube il 1º luglio 2016. Come specificato dai membri del gruppo, il video non ha alcun senso; riprende i due artisti fissare la telecamera in una location ambigua e alcune modelle indossare abiti dai colori sgargianti.

## Tracce
Download digitale – 2015
1. Drinkee – 4:57

Download digitale – Addal Remix
1. Drinkee (Addal Remix) – 4:58

Download digitale – Vintage Culture & Slow Motion! Remix
1. Drinkee (Vintage Culture & Slow Motion! Remix) – 5:42

Download digitale – Mahmut Orhan Remix
1. Drinkee (Mahmut Orhan Remix) – 4:17

Download digitale – 2016
1. Drinkee (Radio Edit) – 3:11

## Classifiche
| Classifica (2016-17) | Posizione massima |
| -------------------- | ----------------- |
| Australia            | 42                |
| Italia               | 43                |